# Мишо, Анри
Анри́ Мишо́ (фр. Henri Michaux; 24 мая 1899, Намюр, Бельгия — 19 октября 1984, Париж) — французский поэт и художник с валлонскими, немецкими, испанскими корнями.

## Биография
Рос одиноким, крайне болезненным ребёнком, не удовлетворенным собой и окружающими, переполненным духом сопротивления. После оккупации Бельгии немцами пытался учиться медицине, бросил курс, в 1920—1921 годах плавал матросом в Германию, Великобританию, Южную и Северную Америку. С 1924 года жил в Париже, с 1955 — гражданин Франции.

## Творчество
В 1925 году, после увиденной в Париже выставки сюрреалистов, начал заниматься живописью и графикой. В 1937 первая выставка живописных работ Мишо состоялась в галерее «Библиотеки Плеяды» в Париже. В 1954 в качестве эксперимента впервые пробует мескалин, в 1956 выпускает книгу очерков об эффектах наркотиков «Убогие чудеса» с сорока восемью собственными рисунками. После премии на венецианской Биеннале 1960 года первая всемирная ретроспектива живописи и графики Мишо открылась в 1964 в амстердамском музее Стиделийк и женевской галерее Мотт. В дальнейшем ретроспективные выставки не раз проходили в крупнейших музеях и галереях Парижа и Брюсселя, Вены, Стокгольма и Лиссабона, Нью-Йорка, Монреаля и Токио. 17 июня 1997 года такая выставка была организована Вадимом Козовым при поддержке посольства Франции во Всероссийской государственной библиотеке иностранной литературы в Москве.
Мишо — автор книги записок о Востоке «Варвар в Азии» (1933, в 1941 Борхес перевел её на испанский), сборников галлюцинаторной лирики и гротескно-фантастических стихотворений в прозе «Внутреннее пространство» (1944), «Жизнь в щелях» (1949), «Лицом к засовам» (1954), «Великие испытания духа с приложением бесчисленных малых» (1966), эссе о живописи и художниках «Переходы» (1950), сборников афоризмов «Угловые опоры» (1971) и др., многие из которых сам иллюстрировал. От присужденной Мишо национальной премии Франции по литературе (1964) он отказался.
Мишо-писатель никогда не соглашался считать себя равным собственной «паспортной личности», в том числе — писательской, и любыми словесными, изобразительными, музыкальными средствами (он сочинял ещё и музыку) боролся за умножение возможностей быть другим. Отсюда его постоянное выворачивание обыденного здравомыслия, которое на поверку не отличить от абсурда, отсюда стирание границ между реальностью и фантастикой в его литературе, между изображаемым и изображением в его живописи и графике.

## Признание
«З стихотворения Анри Мишо» для смешанного хора и оркестра (1963) написал Витольд Лютославский, З сочинения для голоса — французский композитор Анри Соге (1965). Несколько текстов Мишо были использованы в концерте американской певицы и композитора Диаманды Галас «Defixiones, Will and Testament» (1999, диск 2003), на стихах Мишо построена вокально-симфоническая поэма российского композитора Валерия Грунера «Песни моря» (2000). Балет Mouvements по стихам и рисункам Мишо поставила в 2005 Мари Шуйнар. На Авиньонском фестивале 2006 года был показан спектакль Жозефа Наджа «Асобу» по книге Мишо «Дикарь в Азии» (музыка В.Тарасова).

## Книги Мишо
- Qui je fus/ Кем я был (1927),
- Ecuador/ Эквадор (1929)
- Un barbare en Asie/ Варвар в Азии (1933, несколько раз переиздавалась автором с исправлениями)
- La nuit remue/ Ночь шевелится (1935)
- Voyage en Grand Garabagne/ Путешествие в Великогарабанию (1936)
- Plume/ Некто Плюм (1938)
- Au pays de la Magie/В краю Магии (1941)
- L’Espace du dedans/ Внутреннее пространство (1944)
- La Vie dans les plis/ Жизнь в щелях (1949)
- Passages/ Переходы (1950)
- Face aux verrous/ Лицом к засовам (1954)
- L' Infini turbulent/ Взвихренный поток (1957)
- Connaissance par les gouffres/ Знакомство по безднам (1961)
- Poteaux d’angle/ Угловые опоры (1971)
- Les Ravagés/ Помраченные (1976)
- Une voie pour l’insubordination/Путём неподчинения (1980)
- Affrontements/ Стычки (1980)
- Par des traits/ Абрис образа (1984)
- À distance/ Со стороны (1996, посмертно)

## Сводные издания
- Oeuvres Complètes. Vol.I-III/ Ed. par par Raymond Bellour. Paris: Gallimard, 1999—2004 (la Bibliothèque de la Pléiade) /полное собрание сочинений/

## Переводчики

### На русский язык
- Козовой, Вадим Маркович
- Дубин, Борис Владимирович
- Баскакова, Татьяна Александровна

### На другие языки
- Локенатх Бхаттачарья — бенгали
- Хорхе Луис Борхес — испанский
- Михайло Москаленко — украинский
- Патрик Оуржедник — чешский
- Катарина Фростенсон — шведский

## Публикации на русском языке
- [Стихи] // Иностранная литература, 1967, № 9.
- [Стихи]// Раймон Кено. Анри Мишо. Жан Тардье. Рене Шар. М.: Прогресс, 1973, с.129-208.
- [Стихи]// Западноевропейская поэзия XX века. М.: Художественная литература, 1977, с.621-622.
- Поэты путешествуют// Митин журнал, 1991, № 39 (то же — Звезда Востока, 1992, № 5).
- Пауль Целан на дороге жизни// Иностранная литература, 1996, № 12.
- «Рисовать, чтобы отбиваться» [эссе о живописи]// Иностранная литература, 1997, № 6.
- Поэзия. Живопись/ Сост. и общ. ред. В.Козового. М.: Рудомино, 1997.
- [Стихи]// Семь веков французской поэзии в русских переводах/ Сост. Е.Витковского. СПб: Евразия, 1999, с.601-603.
- В стране магии// Иностранная литература, 2000, № 8.
- [Стихи]// Французская поэзия: Антология. Перевод с французского В. М. Козового. М.: Дом интеллектуальной книги, 2001, с.225-229.
- Портрет А./ Сост. О.Кустовой, А.Поповой. СП.: Симпозиум, 2004.
- [Стихи]// Французская поэзия XX века. М.: Эксмо, 2005, с.198-200.
- Помраченные// Козовой В. Выйти из повиновения. М.: Прогресс-Традиция, 2005, с.333-363.
- [Эссе о живописи]// Пространство другими словами: Французские поэты XX века об образе в искусстве. СПб: Издательство Ивана Лимбаха, 2005, с.51-87.

## О писателе
- Bertelé R. Henri Michaux. Paris: Seghers, 1957.
- Bréchon R. Michaux. Paris: Gallimard, 1959.
- Jouffroy A. Henri Michaux. Paris: éd. Georges Fall, 1961.
- Bellour R. Henri Michaux ou Une mesure de l'être. Paris: Gallimard, 1965.
- Maulpoix J.M. Michaux, passager clandestin. Seyssel: Champ Vallon, 1984.
- Pacquement A. Henri Michaux: Peintures. P.: Gallimard, 1993.
- Schneider U. Der poetische Aphorismus bei Edmond Jabes, Henri Michaux und Rene Char: zu Grundfragen einer Poetik. Stuttgart: Steiner, 1998.
- Magazine littéraire, 1998, n°364 (спецвыпуск журнала).
- Verger R. Onirocosmos: Henri Michaux et le reve. Paris: Presses Sorbonne nouvelle, 2004.
- Martin J.-P. Henri Michaux. Paris: Gallimard, 2004 (фундаментальная биография).
- Margaret Rigaud-Drayton. Henri Michaux: Poetry, Painting, And The Universal Sign Oxford e.a.: Oxford UP, 2005.
- Козовой В. Анри Мишо близкий и далекий// Мишо А. Поэзия. Живопись…, с.3-20.
- Великовский С. Между сумерками и канунами (Мишо. Шар. Френо. Гильвик)// Он же. Умозрение и словесность: Очерки французской культуры. Москва; Санкт-Петербург: Университетская книга, 1998, с.556-590.
- Дубин Б. Неизвестная величина: Французский поэт и художник Анри Мишо в сегодняшней России// пушкин, 1998, № 4, с.26-27.
- Мокроусов А. Шёпоты и крики // Иностранная литература. 1997. N 6.
- Ролен О. Пейзажи детства. М.: Независимая газета, 2001.
- Попова А. Анри Мишо — вечно в скверном настроении?// Мишо А. Портрет А….с.373-404.
- Дюпен Ж. Созерцатель за работой (Анри Мишо)// Пространство другими словами…, с.257-268.